# Appendicula buxifolia
Appendicula buxifolia är en orkidéart som beskrevs av Carl Ludwig von Blume. Appendicula buxifolia ingår i släktet Appendicula och familjen orkidéer. Inga underarter finns listade i Catalogue of Life.